# Sala Don Otello Puccetti
La Sala Don Otello Puccetti è un teatro di Firenzuola.
Di proprietà della parrocchia di San Giovanni Battista, il locale è stato ristrutturato e adeguato alla normativa in materia di sale cinematografiche e teatrali e riaperto al pubblico il 14 novembre 1999 grazie anche alla collaborazione del Comune di Firenzuola.
Dopo molti anni di chiusura, la riapertura del locale è stata accolta dalla comunità con interesse ed entusiasmo.
L'importanza di questo spazio può, infatti, essere meglio compresa se si considera la natura del territorio comunale di Firenzuola e la posizione marginale in cui esso si trova sia all'interno della provincia di Firenze che rispetto ai capoluoghi dell'Emilia-Romagna.
Per questi motivi il Cinema Sala Don Otello Puccetti ha subito riacquistato un ruolo centrale nella vita culturale e ricreativa della comunità, grazie anche a una programmazione attenta alle esigenze di tutta la popolazione: spettacoli teatrali anche per bambini, proiezioni cinematografiche, laboratori rivolti alle scuole e agli adulti.